# Mokroluh
Mokroluh je obec na Slovensku v okrese Bardejov. Žije zde 771 obyvatel. Nachází se zde římskokatolický kostel svaté Voršily z roku 1772 a evangelická zvonice z roku 1923.
První písemná zmínka o obci pochází z roku 1277.